# Michael Ritchie
Michael Ritchie (Waukesha, 28 november 1938 - New York, 16 april 2001) was een Amerikaans producer, regisseur en scenarist van films.

## Filmografie

### Films
| Titel                          | Jaar | Regisseur | Producer | Schrijver | Opmerkingen              |
| ------------------------------ | ---- | --------- | -------- | --------- | ------------------------ |
| Downhill Racer                 | 1969 | Ja        | Nee      | Nee       |                          |
| Prime Cut                      | 1972 | Ja        | Nee      | Nee       |                          |
| The Candidate                  | 1972 | Ja        | Nee      | Nee       |                          |
| Smile                          | 1975 | Ja        | Ja       | Nee       |                          |
| The Bad News Bears             | 1976 | Ja        | Nee      | Nee       |                          |
| Semi-Tough                     | 1977 | Ja        | Nee      | Nee       |                          |
| The Bad News Bears Go to Japan | 1978 | Nee       | Ja       | Nee       |                          |
| An Almost Perfect Affair       | 1979 | Ja        | Nee      | Verhaal   |                          |
| The Island                     | 1980 | Ja        | Nee      | Nee       |                          |
| Divine Madness                 | 1980 | Ja        | Nee      | Nee       | Concertfilm              |
| Student Bodies                 | 1981 | Ja        | Ja       | Nee       |                          |
| The Survivors                  | 1983 | Ja        | Nee      | Nee       |                          |
| Fletch                         | 1985 | Ja        | Nee      | Nee       |                          |
| Wildcats                       | 1986 | Ja        | Nee      | Nee       |                          |
| The Golden Child               | 1986 | Ja        | Nee      | Nee       |                          |
| The Couch Trip                 | 1988 | Ja        | Nee      | Nee       |                          |
| Fletch Lives                   | 1989 | Ja        | Nee      | Nee       |                          |
| Diggstown                      | 1992 | Ja        | Nee      | Nee       |                          |
| Innocent Blood                 | 1992 | Nee       | Nee      | Nee       | rol als "Night Watchman" |
| Cool Runnings                  | 1993 | Nee       | Nee      | Verhaal   |                          |
| Cops & Robbersons              | 1994 | Ja        | Nee      | Nee       |                          |
| The Scout                      | 1994 | Ja        | Nee      | Nee       |                          |
| The Fantasticks                | 1995 | Ja        | Ja       | Nee       | muziekproducer           |
| A Simple Wish                  | 1997 | Ja        | Nee      | Nee       |                          |

### Televisiefilms
| Titel                                                                         | Jaar | Regisseur | Schrijver | Opmerkingen               |
| ----------------------------------------------------------------------------- | ---- | --------- | --------- | ------------------------- |
| The Theater of Tomorrow                                                       | 1963 | Ja        | Nee       |                           |
| The Sound of Anger                                                            | 1968 | Ja        | Nee       |                           |
| The Positively True Adventures of the Alleged Texas Cheerleader-Murdering Mom | 1993 | Ja        | Nee       | stemacteur van "Minister" |
| Comfort, Texas                                                                | 1997 | Ja        | Nee       |                           |
| Big Shot: Confessions of a Campus Bookie                                      | 2002 | Nee       | Verhaal   |                           |

### Televisieseries
| Titel                                  | Jaar    | Regisseur | Producer | Opmerkingen                                                |
| -------------------------------------- | ------- | --------- | -------- | ---------------------------------------------------------- |
| Omnibus                                | 1955    | Ja        | Nee      | "The Trial of St. Joan"                                    |
| Profiles in Courage                    | 1965    | Ja        | Ja       | 2 afleveringen als regisseur / 2 afleveringen als producer |
| Dr. Kildare                            | 1965    | Ja        | Nee      | 3 afleveringen                                             |
| The Big Valley                         | 1966    | Ja        | Nee      | 3 afleveringen                                             |
| The Man from U.N.C.L.E.                | 1966    | Ja        | Nee      | Aflevering "The Nowhere Affair"                            |
| The Felony Squad                       | 1966    | Ja        | Nee      | 3 afleveringen                                             |
| Run for Your Life                      | 1966-67 | Ja        | Nee      | 11 afleveringen                                            |
| Bob Hope Presents the Chrysler Theatre | 1967    | Ja        | Nee      | aflevering "To Sleep, Perchance to Scream"                 |
| The Outsider                           | 1967-68 | Ja        | Nee      | 2 afleveringen                                             |
| The Survivors                          | 1969    | Ja        | Nee      | 2 afleveringen                                             |
| L'encyclopédie audio-visuelle          | 1993    | Ja        | Nee      | aflevering "Albert Einstein"                               |
| Beggars and Choosers                   | 1999    | Ja        | Nee      | 2 afleveringen                                             |